# ТЕ127
ТЕ127 (Тепловоз з Електричною передачею, 127-ма серія) — радянський дослідний магістральний тепловоз, призначений для водіння вантажних і пасажирських поїздів на лініях з обмеженим осьовим навантаженням.

## Історія
1985 Луганський тепловозобудівний завод збудував дослідний двокабінний шестивісний тепловоз.
Наприкінці 1985 тепловоз пройшов випробування на ділянці Ворошиловград — Кіндрашівська — Старобільськ. В 1986—1989 тепловоз експонувався на виставках в підмосковній Щербинці («Залізничний транспорт — 86», «Залізничний транспорт — 89»).
Після розпаду СРСР тепловоз опинився на території України, повернувшись на Луганський завод, де стояв без роботи.
1997 локомотив був проданий на металобрухт (разом з обома тепловозами ТЕ136, і в липні того ж року розрізаний на фірмі «Вольмета» в місті Дукштас (Литва).

## Конструкція
На тепловозі був встановлений дизель-генератор ДГ0251, який складався з дизельного двиггуна 251Д номінальною потужністю 2400 к.с. і тягового агрегату В-715У2. Тяговий агрегат мав зібрані в одному корпусі синхронний тяговий генератор потужністю 1600 кВт і допоміжний синхронний генератор на 220 кВт. Повна маса ДГУ 14600 кг.
Дизельний двигун чотиритактний, V -подібний, діаметр поршня 210 мм, хід поршня 210 мм. На двигуні для наддуву був встановлений турбокомпресор.
Для перетворення змінного струму тягового генератора в постійний використовувалася випрямна установка ТППД-4400-780У2. Тягові двигуни ЕД129У1 номінальною потужністю 230 кВт кожен мали клас ізоляції F. Тепловоз був обладнаний реостатним гальмом потужністю 1420 кВт.
Кузов тепловоза мав несну конструкцію. Рама спиралася на дві триосьові безщелепні візки, аналогічні за конструкцією візкам тепловоза 2ТЕ10В.
Тягові електродвигуни мали опорно-рамне підвішування. Сила тяги і гальмівні зусилля передавалися на кузов тепловоза через шворінь. Довжина тепловоза по осях автозчепу становила 19000 мм.
Колісні пари тепловоза мали діаметр бандажів 1050 мм. Тягова передача мала передатне число 4,45. Службова маса тепловоза становила 96 тонн, осьове навантаження 16 тонн. Швидкість тривалого режиму — 25,8 км/год при силі тяги в 176,8 кН (18 000 кгс). Конструкційна швидкість тепловоза 120 км/год. Запас палива — 3000 кг, піску 300 кг, мастила 500 кг, води 725 кг.

## Джерело
Дослідний тепловоз ТЕ127(рос.)